# Crímenes de guerra (El ala oeste)
 Crímenes de guerra es el quinto capítulo de la tercera temporada de la serie dramática El ala oeste de la Casa Blanca.

## Argumento
El Presidente le pide al Vicepresidente John Hoynes que vaya a Texas a defender la regulación de las armas de fuego tras un tiroteo en una iglesia en el que ha muerto una niña de 9 años. Ambos se reúnen en el Despacho Oval en un ambiente muy tenso. El primero le recrimina al segundo el haber empezado la campaña para su propia nominación. Hoynes por su parte, se queja de haberse enterado del cambio de actitud ante la reelección a través de los periódicos. Finalmente aceptará el encargo, sabiendo que se necesitan mutuamente.
Donna va a declarar a la comisión de investigación del Congreso, que está presidida por el abogado Clifford Calley, con quien ella salió semanas atrás. Durante el interrogatorio le preguntan si tiene diario, mintiendo al decir que no.  Calley se da cuenta de ello y le pide una explicación. Finalmente, Josh saldrá para proteger a su ayudante: le entregará el diario, que no contiene nada importante, a cambio de su silencio y discreción.
Leo se entrevista con un viejo amigo de la Fuerza Aérea de los Estados Unidos. Le pide su apoyo para convencer al congreso de la conveniencia de firmar el tratado para la creación del Tribunal Penal Internacional. El militar se niega aduciendo que se convertiría en un foro antiamericano en las  Naciones Unidas. Además le revela una dolorosa verdad: en una operación en la que participó Leo durante la Guerra de Vietnam se mataron a una decena de civiles.	
Un periodista le revela a C.J. que se ha enterado de un comentario delicado de Toby: el Presidente no podrá ganar las elecciones sin la ayuda del Vicepresidente. Toby, muy enfadado se reúne con su equipo y les dice que no buscará culpables, que son sus amigos y aliados, y que quiere que no les falle. Finalmente el periodista le comenta a C.J. que no publicará nada porque para él la noticia no tiene importancia.
Sam, por su parte, se reúne con el ayudante de un congresista que pretender quitar el Centavo a cambio de su apoyo a la política educativa del gobierno. Tras la entrevista averigua que el único estado de la Unión que permite pagar con centavos es Illinois. Tras hablarlo con Josh decide buscar más razones para negarse a la proposición del político.

## Curiosidades
- El equipo al completo aplaudió a Martin Sheen tras imitar a Frank Sinatra tras su monólogo con Stockard Channing[1]
- El supuesto uso de Centavos en peajes de Illinois es cierto, lo que no es exacto es que se permitan o se tengan en consideración.

## Premios
- Nominación como mejor actriz de reparto para Janel Moloney en los Premios Emmy.

## Enlaces
- Enlace al Imdb.
- Guía del Episodio (en inglés).